# Гаджалов, Валерия
Валерия Гаджалов (рум. Valeria Gagealov; 9 декабря 1931, Галац, Румыния — 9 февраля 2021) — румынская актриса

 театра, кино, радио и озвучания.

## Биография
В 1950—1954 года обучалась в Театральном институте им. И. Л. Караджале. С 1954 до 2004 года выступала на сцене Национального театра в Бухаресте. За время своей театральной карьеры сыграла множество ролей, в том числе в десятках радиоспектаклей. С 2001 года является почётным членом Национального театра Бухареста.
Награждена в 2004 году румынским орденом «За заслуги перед культурой».
Валерия Гаджалов скончалась от COVID-19 в 2021 году.

## Избранная фильмография
- 1955 — Счастливая мельница / La Moara cu noroc — дама в трауре
- 1958 — Momente Caragiale — Tren de plăcere
- 1962 — Мамаша Кураж / Mutter Courage — Иветт Поттье
- 1968 — Колонна — Андрада
- 1970 — Castelul condamnaților — Власта, чешский повар (в титрах не указана)
- 1971 — Михай Храбрый — дублирует
- 1971 — Serata
- 1973 — Un august în flăcări
- 1973 — Departe de Tipperary
- 1974 — Când trăiești mai adevărat
- 1975 — Singurătatea florilor — Эмма
- 1979 — Mihail, câine de circ — Мари Эмори
- 1980 — Ultima noapte de dragoste
- 1980 — Bietul Ioanide — дублирует
- 1980 — Возвращение воеводы Лэпушняну / Întoarcerea lui Vodă Lăpușneanu
- 1985 — Promisiuni

## Награды
- Командор ордена «За заслуги перед культурой»[рум.] в категории D «Исполнительское искусство» (2004, Румыния)[5].